# 穆尔古恩德
穆尔古恩德（Mulgund），是印度卡纳塔克邦Gadag县的一个城镇。总人口18077（2001年）。

## 人口
该地2001年总人口18077人，其中男性9257人，女性8820人；0—6岁人口2625人，其中男1370人，女1255人；识字率52.72%，其中男性为63.00%，女性为41.94%。